# Фос (Источни Пиринеји)
Фос (фр. Fosse) насеље је и општина у јужној Француској у региону Лангдок-Русијон, у департману Источни Пиринеји која припада префектури Перпињан.
По подацима из 2011. године у општини је живело 39 становника, а густина насељености је износила 8,8 становника/km². Општина се простире на површини од 4,43 km². Налази се на средњој надморској висини од 488 метара (максималној 689 m, а минималној 453 m).

## Демографија
| 1962. | 1968. | 1975. | 1982. | 1990. | 1999. | 2011. |
| ----- | ----- | ----- | ----- | ----- | ----- | ----- |
| 68    | 61    | 41    | 50    | 34    | 39    | 39    |

График промене броја становника у току последњих година